# Notiobiella decora
Notiobiella decora is een insect uit de familie van de bruine gaasvliegen (Hemerobiidae), die tot de orde netvleugeligen (Neuroptera) behoort. 
Notiobiella decora is voor het eerst wetenschappelijk beschreven door Kimmins in 1929.